# Подводный аппарат

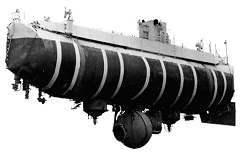
Батискаф «Триест»

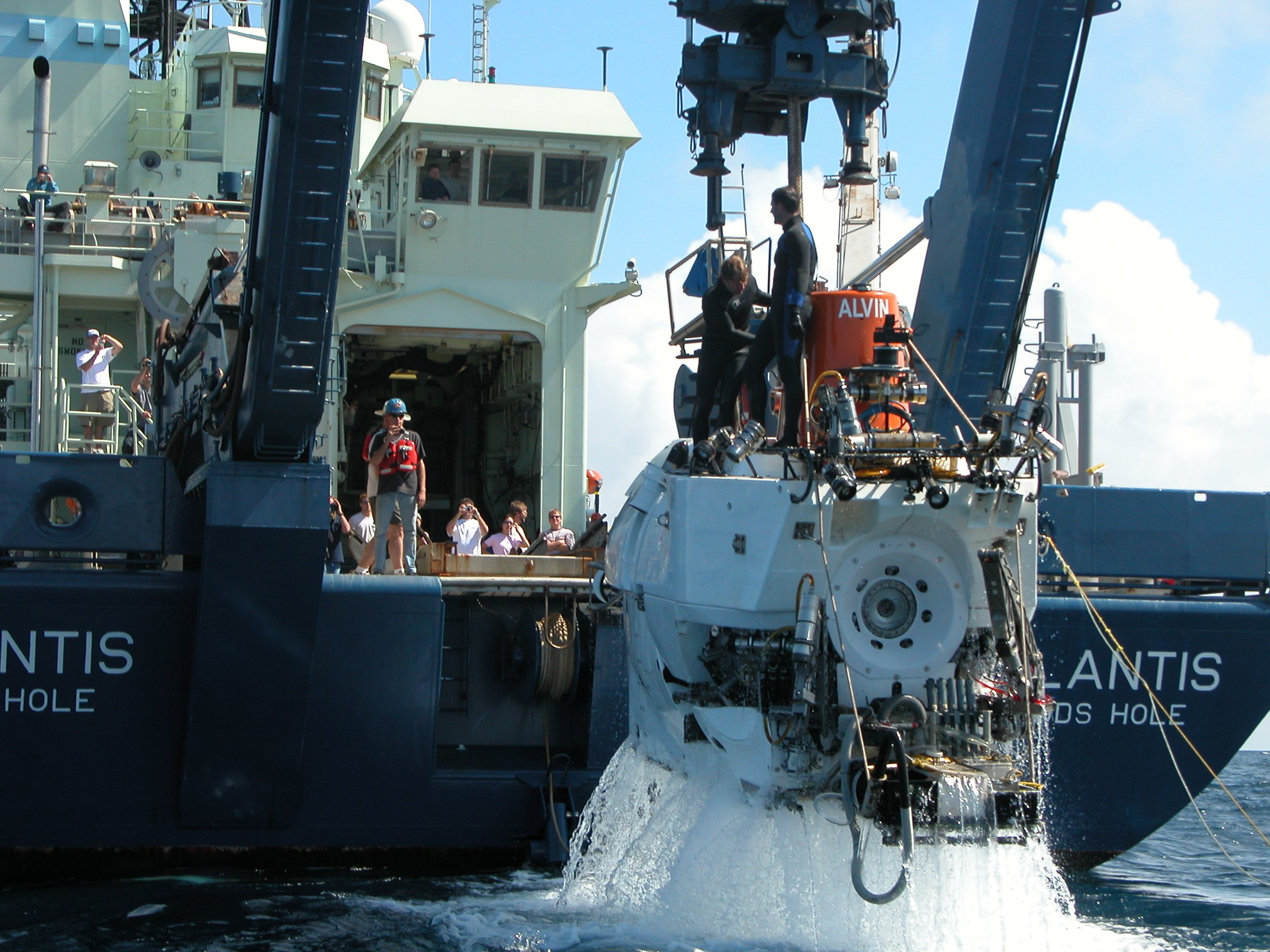
Подводный обитаемый аппарат «Алвин»

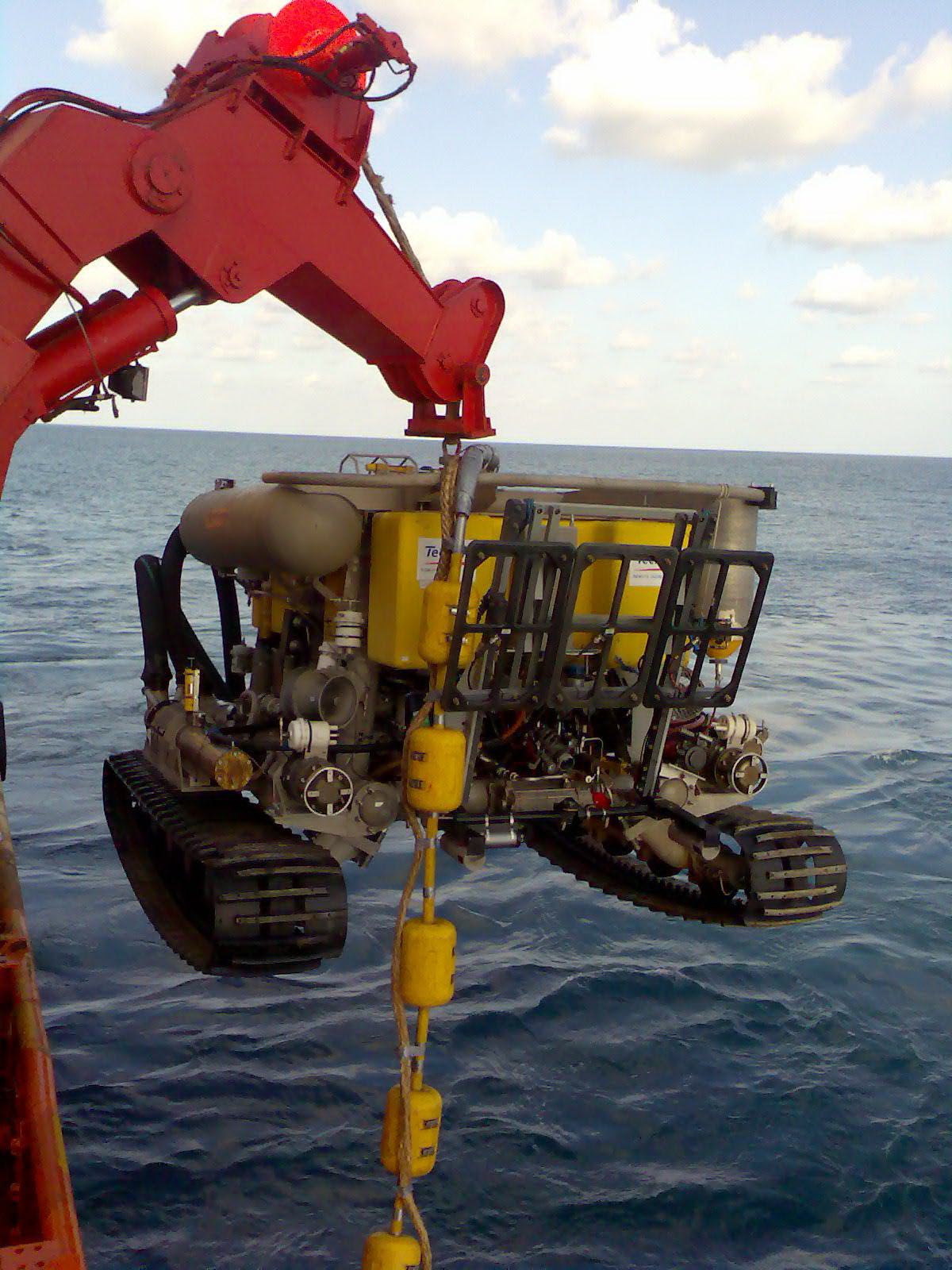
Подводный телеуправляемый трубоукладчик Flex-jet

Подводный аппарат — небольшое судно или техническое устройство (аппарат), используемое для выполнения разнообразных задач в толще воды и на морском, озёрном и ином дне.
Подводный аппарат в отличие от подводной лодки, как правило, имеет ограниченные возможности по автономности и поэтому работает во взаимодействии с обеспечивающим судном-носителем. Подводные аппараты могут работать на глубине недоступной для подводных лодок и водолазов.

## История
Первое погружение в батисфере собственной конструкции — прочной оболочке сферической формы, спускаемой с судна на тросе — совершил в 1865 году на глубину 75 м У. Базен. Но лишь в 1930 году появилась батисфера, способная погружаться на значительно большую глубину. Её построили американский биолог У. Биби и инженеры О. Бартон и Дж. Батлер. Бибу и Бартону удалось спуститься в ней до глубины 800 м, а после модернизации батисферы 11 августа 1934 года Биб и Бартон опустились на глубину 923,5 м. В 1949 году Бартон уже без Биби опустился на глубину 1006 м, а 16 августа 1949 года — на 1375 м.
Помимо батисфер для подводных погружений использовались и гидростаты, имевшие форму цилиндра со сферическими днищами, что позволяло с большими удобствами разместить экипаж и аппаратуру. В 1911 году американец Г. Гартман погрузился в гидростате на глубину 458 м.
Но существенными недостатком батисфер и гидростатов была привязка к кораблю обеспечения и невозможность самостоятельного передвижения. Первый автономный глубоководный обитаемый аппарат — батискаф FNRS-2 — был создан Огюстом Пикаром в 1950 году. Учтя опыт разработки FNRS-2, Огюст Пиккар и его сын Жак в 1953 году построили усовершенствованный батискаф «Триест». На нем они в том же году погрузились на рекордную для того времени глубину 3150 м. А после модернизации «Триест» смог погружаться на ещё большую глубину, и 23 января 1960 года он достиг глубочайшей точки Мирового океана — дна Марианской впадины на глубине 10990 м.
В 1961 году Ж. Уо и П. Вильм построили батискаф «Архимед», который за пять лет совершил 57 погружений, в основном на глубины свыше 6000 м. Ни один подводный аппарат не может взять на борт столько научной аппаратуры, сколько размещается на этом аппарате — 4,5 тонны. В 1965 году был построен батискаф «Алвин», известный, в частности, тем, что исследовал «черные курильщики» — подводные гейзеры.
Были построены сотни подводных аппаратов для работы на глубинах до 2000 м — на океанском шельфе. Но аппаратов, способных погружаться на большие глубины, было построено лишь несколько десятков. Одними из них являются два аппарата «Мир», построенные в 1987 году в Финляндии для Академии наук СССР. Они рассчитаны на максимальную глубину погружения 6000 м. В 1994 году американский World Technology Evaluation Center , который оценивает новейшие технологии, назвал «Миры» «...лучшими глубоководными обитаемыми аппаратами из когда-либо построенных в мире».

## Классификация подводных аппаратов
Подводные аппараты делятся на две основные категории: Обитаемые подводные аппараты (ОПА) и Подводные роботы
По глубине погружения подводные аппараты условно делят на аппараты:
- для малых глубин — до 200 метров;
- для средних глубин — до 2 000 метров;
- глубоководные — свыше 2 000 метров.

По степени зависимости от обеспечивающего судна:
- автономные, способные погружаться, всплывать и перемещаться самостоятельно;
- неавтономные, связанные при погружении с обеспечивающим судном тросом или кабелем.

### Обитаемые подводные аппараты
По конструктивным особенностям в отдельные группы можно выделить аппараты следующих категорий:
- батискаф — особенностью является наличие поплавка заполненного более лёгким, чем вода, материалом (исторически — бензином, затем — различными композитными пенами), способны погружаться на любые глубины Мирового океана, включая предельные, однако имеют очень слабые управляемость и запас хода;
- батиплан — буксируемый аппарат-«подводный планер» для наблюдений на небольших глубинах;
- многоместные туристические подводные лодки — служат для подводных экскурсий, имеют пассажирский салон и дополнительные иллюминаторы;
- автономные глубоководные снаряды — несут оборудование для проведения подводных работ, такое как манипуляторы и отсеки для поднимаемых грузов и образцов. Широко используются в научно-исследовательских и военных целях;
- спасательные глубоководные аппараты (СГА) — отличаются от автономных глубоководных снарядов тем, что оснащены пассажирским отсеком, стыковочным устройством и шлюзовой камерой для спасения экипажей подводных лодок.

### Подводные необитаемые аппараты
- телеуправляемые аппараты — подводный робот, связанный с надводным судном кабелем и управляемый оператором;
- автоматические подводные аппараты — полностью автономный подводный робот, работающий по заданной программе.